# 37 mm оръдие Максим
37-милиметровото оръдие Максим, наричано и QF еднофунтово оръдие (на английски: QF 1 pounder pom-pom) е скорострелно автоматично оръдие с калибър 37 mm, създадено от Хайръм Стивънс Максим. Това е първото в света оръдие от своя клас и е широко използвано до края на Първата световна война. Заради характерния си звук при презареждане получава прякора „пом-пом“, също както и последващите оръдия QF 2 pounder Mark II и Mark VIII. Използвано е като пехотно оръдие и за противовъздушна отбрана в испано-американската, втората англо-бурска и Първата световна войни.

## История
Оръдието е разработено в края на 1880-те като увеличена версия на картечницата Максим. Водно охлаждане на ствола. Лентово подаване по 25 изстрела. Произвеждано е от немската фирма „Maxim Nordenfelt“ и след поглъщането на последната през 1897 г. от „Викерс“.
Първоначално отхвърлените от британското правителство оръдия германско производство са закупени от Южноафриканската република (Трансваал). По време на втората англо-бурска война оръдията спешно купуват и британците.
По време на Първата световна война еднофунтовите автоматични оръдия се използват основно само за локална противовъздушна отбрана, техният огън не може да повреди високо летящите цепелини. Първият аероплан е свален със 75 изстрела от батарея за ПВО на 23 септември 1914 г. във Франция.
Оръдието е поставяно на експерименталния прототип изтребител Vickers E.F.B.7 1915 г.
На британска служба е сменено от 1,5- и двуфунтовите оръдия QF 2 pounder Mark II.